# Steve Southerland

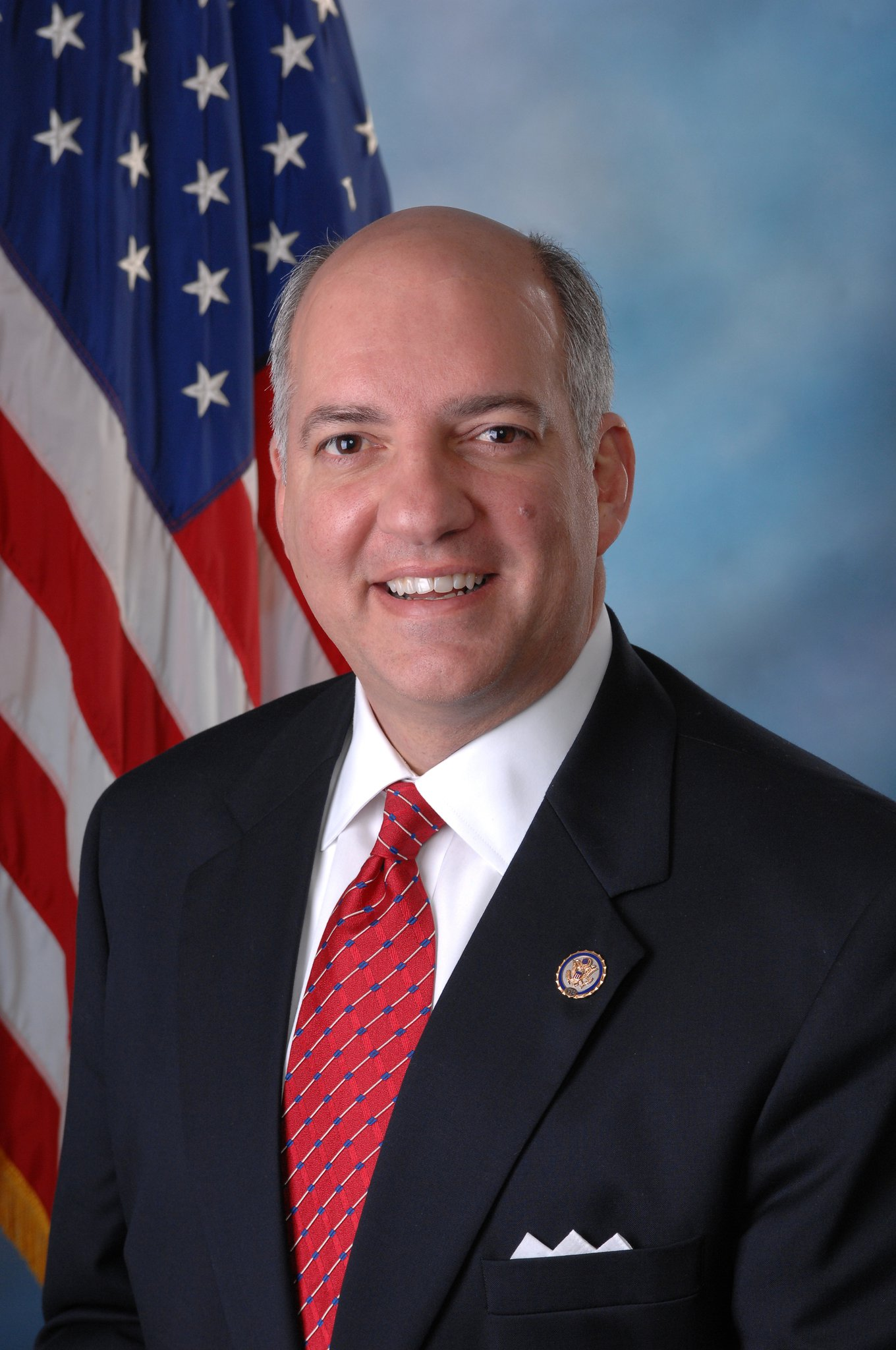
Steve Southerland

William Steve Southerland Jr. (* 10. Oktober 1965 in Nashville, Tennessee) ist ein US-amerikanischer Politiker. Zwischen  2011 und 2015 vertrat er den Bundesstaat Florida im US-Repräsentantenhaus.

## Werdegang
Steve Southerland studierte nach der High School bis 1987 an der Troy State University in Alabama und danach bis 1989 am Jefferson State Community College, ebenfalls in Alabama. Danach wurde er Unternehmer in der Beerdigungsbranche. Bis heute ist er Präsident und Miteigentümer der im Jahr 1955 gegründeten Firma Southerland Family Funeral Homes. Er war außerdem an der Gründung der Firmen Genesis, Granite & Stone LLC und K & B Land and Timber Company, LLC. beteiligt. Southerland war Mitglied und Vorsitzender der staatlichen Behörde Florida Board of Funeral Directors, die sich mit Belangen des Beerdigungswesens befasst. Er fungierte auch als Vorsitzender der Handelskammer im Bay County und eines Beratungsgremiums der Heilsarmee.
Politisch schloss sich Southerland der Republikanischen Partei an. Bei den Kongresswahlen des Jahres 2010 wurde er im zweiten Wahlbezirk von Florida mit 52 Prozent der Stimmen in das US-Repräsentantenhaus in Washington, D.C. gewählt, wo er am 3. Januar 2011 die Nachfolge des ihm unterlegenen Demokraten Allen Boyd antrat. Sein Wahlsieg lag im damaligen Bundestrend zu Gunsten der Republikaner. Southerland ist Mitglied im Landwirtschaftsausschuss, im Ausschuss für Verkehr und Infrastruktur und im Ausschuss für natürliche Ressourcen sowie in insgesamt fünf Unterausschüssen.
Innerparteilich zählt er als Mitglied des Republican Study Committee zum konservativen Flügel seiner Partei. Southerland ist verheiratet und hat mit seiner Frau Susan vier Kinder. Bei den Kongresswahlen des Jahres 2014 wurde er  nicht wiedergewählt und schied am 3. Januar 2015 aus dem Kongress aus.  Seine Nachfolgerin wurde Gwen Graham von der Demokratischen Partei.